# Вулиця Архітектора Паученка
Вулиця Архітектора Паученка — вулиця у Подільському районі міста Кропивницького. Пролягає від вулиці Великої Перспективної до вулиці Світлої.
У 2-й половині 18 ст. виникає і забудовується вулиця Верхньодонська, що простягалася від Великої Перспективної до Великої Балки. Назва походила від розквартированих тут ескадронів донських козаків.
До 2011 року була частиною вулиці Леніна, що пролягала від вулиці Фрунзе до Світлої. 27 жовтня 2011 року частина вулиці Леніна від вулиці Фрунзе до вулиці Кропивницького була перейменована на Дворцову, інша частина лишилася зі старою назвою — вулиця Леніна. У 2016 році вулиця Леніна і частина Дворцової (від Великої Перспективної до Кропивницького) об'єднані в одну вулицю під сучасною назвою, на честь архітектора Я. В. Паученка.

## Фотогалерея

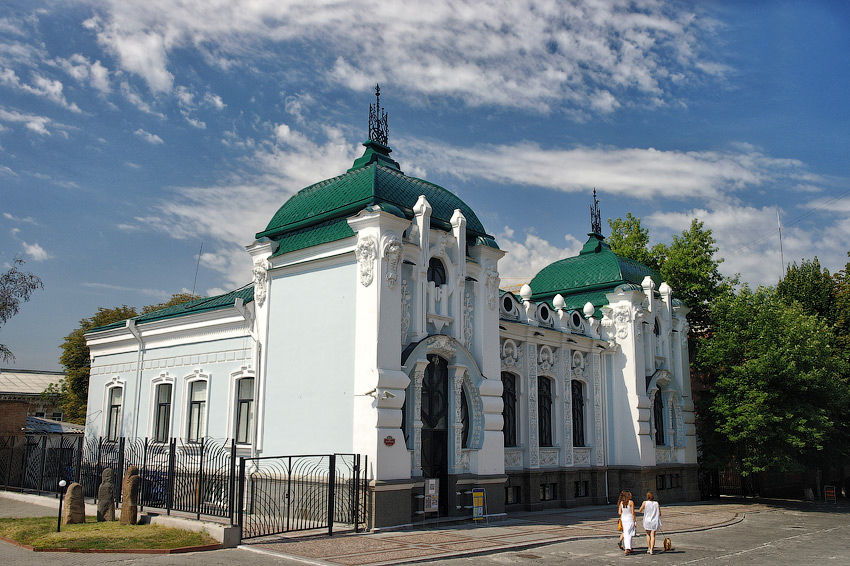
Паученка (колишня -Дворцова), 40
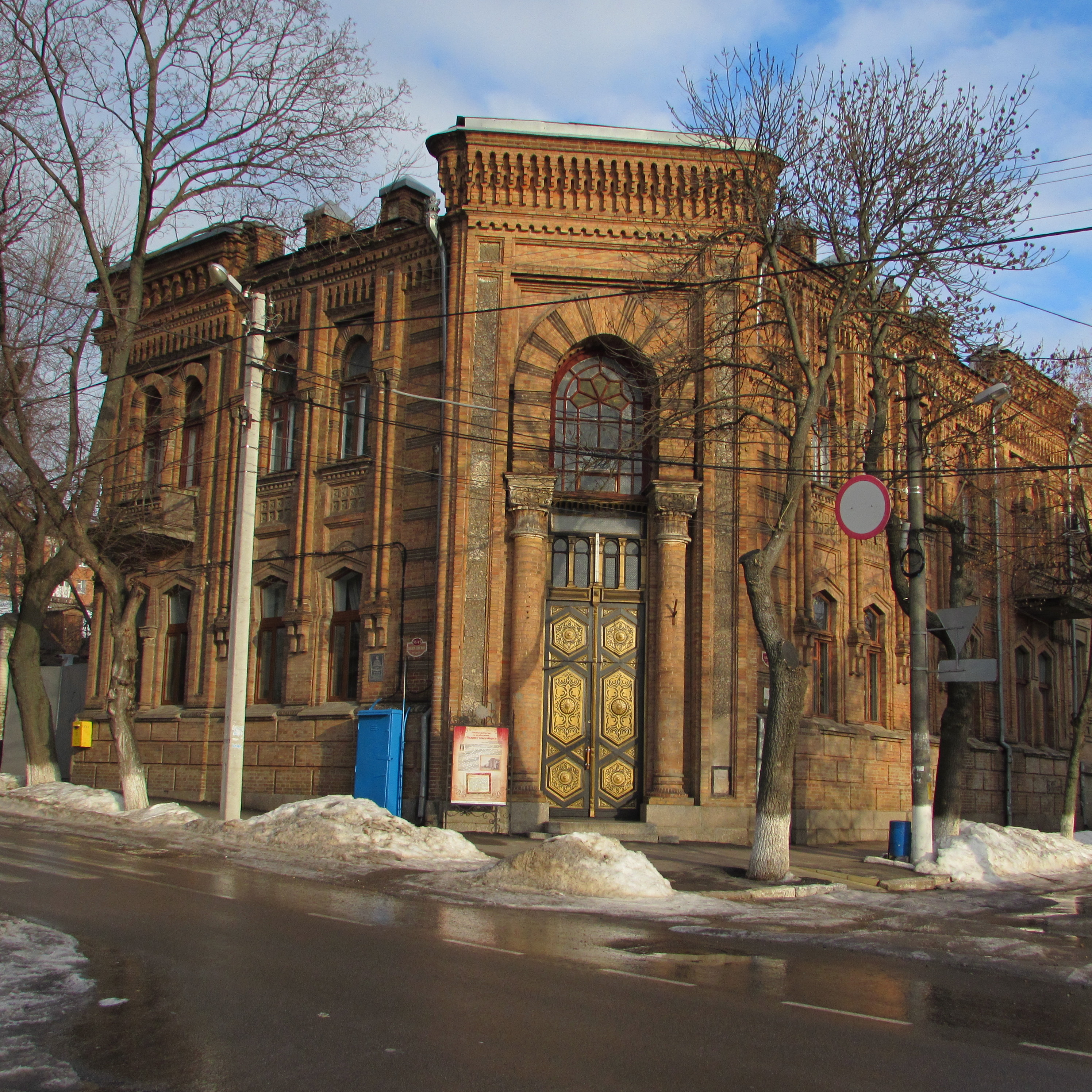
Архітектора Паученка, 45 дріб 35. Колишня приватна лікарня Гольденберга
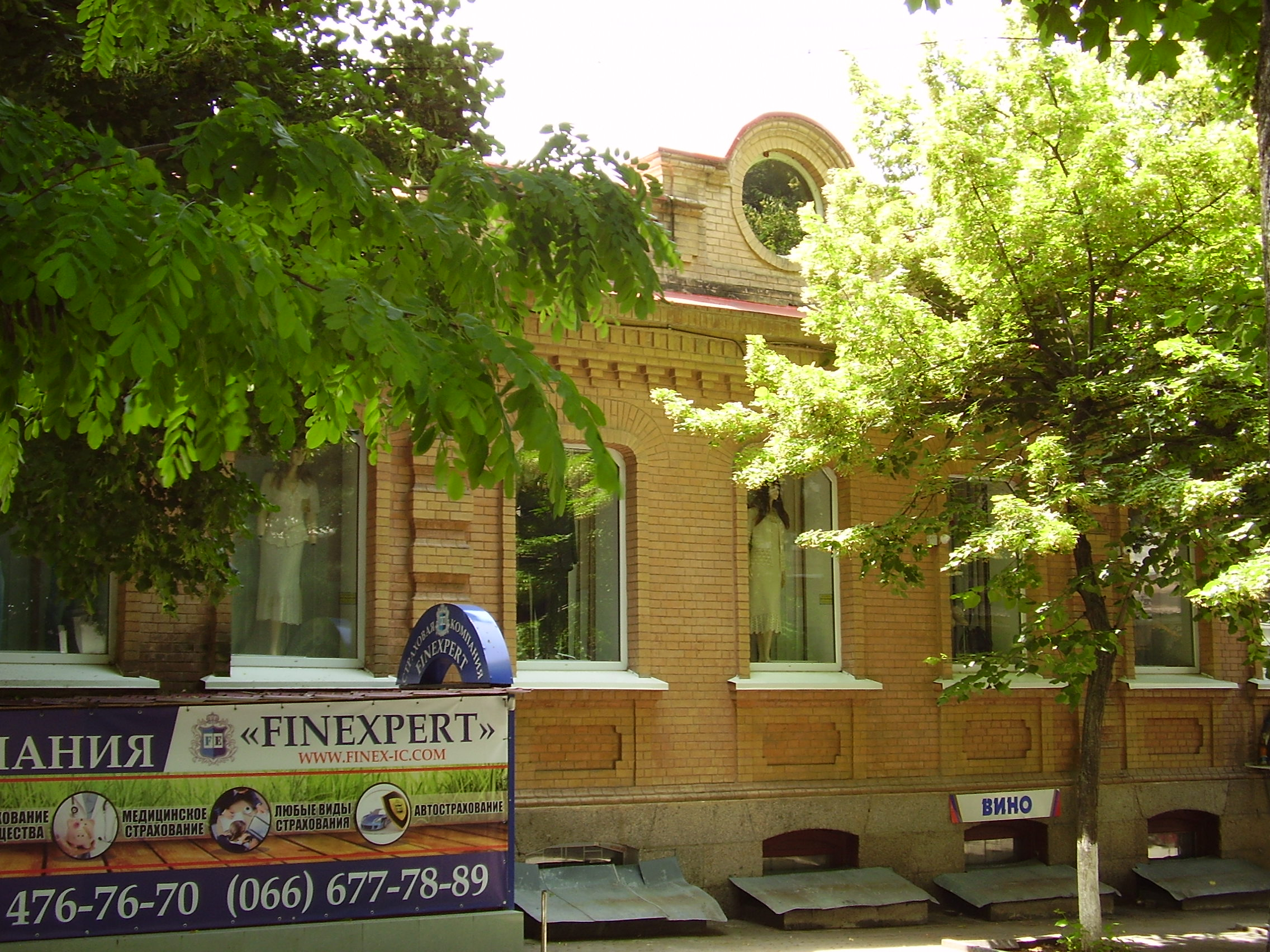
Паученка, 36